# 西カリマンタン州知事一覧
本項では、西カリマンタン州知事（Gubernur Kalimantan Barat）を一覧する。西カリマンタン州知事は、西カリマンタン州の首長である。 最初の州知事はアジ・パンゲラン・アフルスで1960年12月13日就任。最も直近に選出された州知事はリア・ノルサンで2025年2月20日就任。最も長い期間務めた州知事はスジマンで、1977年8月30日から1988年1月8日まで約11年間務めた。最も短い期間務めた州知事はドディ・リヤドマジで、2018年1月15日から9月5日までの僅か8か月務めた。

## 州知事一覧
インドネシア共和国国軍
  開発統一党
  闘争民主党
  ゴルカル
  無所属
| 職名 | 氏名                               | 画像 | 出身等                 | 任期                                                       | 副知事                                              |
| ---- | ---------------------------------- | ---- | ---------------------- | ---------------------------------------------------------- | --------------------------------------------------- |
| —    | アジ・パンゲラン・アフルス         |      |                        | 1957年1月10日 ‐ 1958年4月24日                              | 空席                                                |
| —    | ジェナル・アシキン・ユダディブラタ |      |                        | 1958年4月24日 ‐ 1960年1月30日                              | 空席                                                |
| 1    | ウファアン・ウライ                 |      |                        | 1960年1月30日 ‐ 1966年7月1日                               | イワン・スパルディ スマディ                         |
| —2   | スマディ                           |      | インドネシア共和国国軍 | 1966年7月1日 ‐ 1967年8月18日1967年8月18日 ‐ 1972年9月27日  | 空席                                                |
| 3    | カダルスノ                         |      | インドネシア共和国国軍 | 1972年9月27日 ‐ 1977年8月30日                              | 空席                                                |
| 4    | スジマン                           |      | インドネシア共和国国軍 | 1977年8月30日 ‐ 1983年1月4日1983年1月4日 ‐ 1988年1月8日    | 空席 アバッスニ・アブバカール                       |
| 5    | パルジョコ・スリオクスモ           |      | インドネシア共和国国軍 | 1988年1月8日 ‐ 1993年1月12日                               | ジミ・モハマッド・イブラヒム                        |
| 6    | アスパル・アスウィン               |      | インドネシア共和国国軍 | 1993年1月12日 ‐ 1998年1月12日1998年1月12日 ‐ 2003年1月13日 | ムハリ・タウフィック シャリフディン・ルビスジャワリ |
| 7    | ウスマン・ジャファル               |      | 開発統一党             | 2003年1月13日 ‐ 2008年1月14日                              | ラウレンティウス・ヘルマン・カディル                |
| 8    | コルネリス                         |      | 闘争民主党             | 2008年1月14日 ‐ 2013年1月14日2013年1月14日 ‐ 2018年1月14日 | クリスティアンディ・サンジャヤ                      |
| —    | ドディ・リヤドマジ                 |      | 無所属                 | 2018年1月14日 ‐ 2018年9月5日                               | 空席                                                |
| 9    | スタルミジ                         |      | 開発統一党             | 2018年9月5日 ‐ 2023年9月5日                                | リア・ノルサン                                      |
| —    | ハリッソン・アズロイ               |      | 無所属                 | 2023年9月5日 ‐ 2025年2月20日                               | 空席                                                |
| 10   | リア・ノルサン                     |      | ゴルカル               | 2025年2月20日 ‐                                            | クリサントゥス・クルニアワン                        |